# María Muñiz de Urquiza
María Muñiz de Urquiza (Gijón, 5 de agosto de 1962) es una política española. Ha sido diputada al Parlamento Europeo por el PSOE entre 2009 y 2014.

## Biografía
María Muñiz de Urquiza nació el 5 de agosto de 1962, en Gijón. Es hija de Mauro Muñiz Rodríguez, periodista y escritor gijonés, y de Paloma de Urquiza y Fernández de la Reguera, también periodista y escritora. Es hermana del actor y humorista Mauro Muñiz, fallecido en 2023.
Es licenciada y doctora cum laude en Ciencias Políticas y Sociología por la Universidad Complutense de Madrid (1993), con una tesis sobre la cooperación al desarrollo con América Latina en la política exterior de la España democrática.
Diplomada en Comunidades Europeas por la Escuela Diplomática, fue profesora ayudante de Derecho Internacional Público en la Universidad Carlos III de Madrid entre 1989 y 1994. Desde donde pasó a formar parte del equipo de asesores de la Delegación Socialista Española (1995) y del Grupo Socialista en el Parlamento Europeo (2004), con responsabilidad en las áreas de asuntos exteriores y de cooperación.
Antes de pasar a integrar las listas del PSOE al Parlamento Europeo, la eurodiputada gijonesa fue secretaria de Organización de la Federación del PSOE Europa (1999-2000) y candidata socialista al Ayuntamiento de Bruselas, en representación de los españoles en Bruselas (octubre de 2006).